# Bert de Vries (Politiker, 1938)

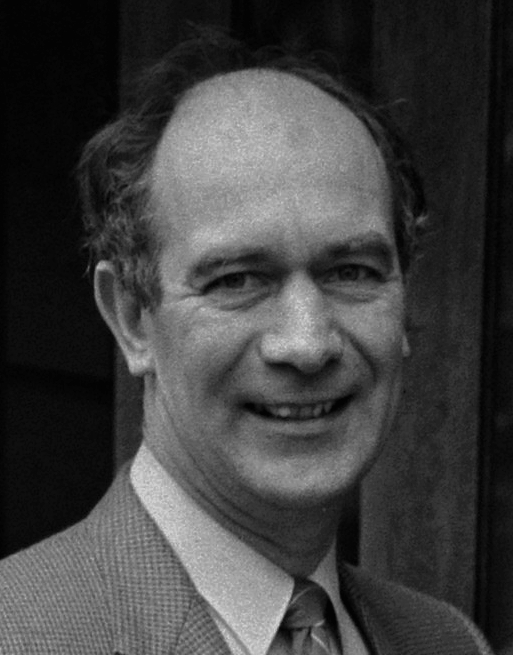
Bert de Vries 1984

Berend „Bert“ de Vries (* 29. März 1938 in Groningen) ist ein niederländischer Politiker der Christen-Democratisch Appèl (CDA).

## Leben
Bert de Vries absolvierte ein Studium der Ökonomie an der Reichsuniversität Groningen. Mit einer Arbeit über Lohnquote und Lohnstruktur wurde er 1975 an der Vrije Universiteit Amsterdam promoviert.
Seine politische Karriere begann er in der calvinistischen Anti-Revolutionaire Partij (ARP), die 1980 mit zwei weiteren christlichen Parteien zum Christen-Democratisch Appèl (CDA) verschmolz. Er wurde 1978 erstmals als Abgeordneter in die Zweite Kammer der Generalstaaten gewählt, der er – unterbrochen von seiner Amtszeit als Minister – bis 1998 angehörte. Als Nachfolger des zum Ministerpräsidenten gewählten Ruud Lubbers übernahm de Vries im November 1982 den Vorsitz der CDA-Fraktion in der Zweiten Kammer, den er (mit einer kurzen Unterbrechung nach der Parlamentswahl 1986) bis September 1989 innehatte. Bei den Wahlen 1986 und 1989 stand de Vries auf dem zweiten Listenplatz des CDA hinter dem Spitzenkandidaten Lubbers. 
Vom 7. November 1989 bis 22. August 1994 war de Vries Minister für Soziale Belange und Beschäftigung im Kabinett Lubbers III. Von Oktober 2001 bis November 2002 war er als Nachfolger von Marnix van Rij Parteivorsitzender der CDA – ein eher administratives Amt, nicht zu verwechseln mit dem politischen Leiter der Partei (damals Jan Peter Balkenende). 
Vries ist mit Dieuwke van der Helm verheiratet.